# 伝奏
伝奏（てんそう）とは、院政期から幕末にかけて公家政権（朝廷）内に置かれた役職。元来は治天の君（上皇）に近侍して奏聞・伝宣を担当したが、後に天皇親政時にも設置されるようになった。

## 概要
院政成立期には院近臣や上皇に仕える女房が奏聞（天皇・上皇に報告・上奏を行う）や伝宣（天皇や上皇の勅旨を伝達する）の役目を務めていたが、後白河上皇が院政を行った12世紀後期より、奏聞や伝宣を専門的に行う役職として伝奏が置かれるようになり、後嵯峨上皇が院政を行った13世紀中期に制度として確立した。この時期の伝奏は2名前後を定員として弁官や職事蔵人を経験した能吏を院宣によって補任する例であった。伝奏は同じく能吏が任命された院の評定衆を兼務する者が多く、訴訟・行政実務を担当する奉行を統括し、奉行からの報告を必要に応じて上皇に報告し、上皇から政務に関する院宣が出されると、伝奏は奉行にその内容を伝え、必要によっては直接相手先に内容を伝える場合もあった。
鎌倉時代末期に伏見天皇や後醍醐天皇が親政を行った際にも形骸化していた既存の太政官組織を用いず、伝奏を補任して院の伝奏と同じようなことを行わせた。この時期に専任の寺社伝奏の設置など伝奏に担当部門を設ける動きが見られる。南北朝時代に入ると、奉行の職務を伝奏が行うようになり、また足利義満が将軍でありながら院別当などの朝廷内部の要職を兼ねると、鎌倉時代以来の関東申次→武家執奏は廃止され、伝奏が上司である院別当（将軍）と上皇もしくは天皇の間の連絡を務め、時には院別当に代わって奉書を出すようになる。義満を継いだ足利義持は父の朝廷政策は否定したものの、院別当の地位は保持して伝奏との関係を保った。やがて、その関係は武家（幕府）担当の専任伝奏である武家伝奏へと発展していくことになる。江戸時代には定員2名の武家伝奏が設置され、幕府の意向を朝廷内部に徹底させる役割を果たした。また、上皇のための院伝奏も別に置かれた。この他にも宮家や寺社などを担当する伝奏が個々に設置され（例:賀茂伝奏など）、一種の職として世襲される場合もあった。また、即位や改元、災害などに際して臨時の伝奏が置かれる場合もあった。